# 新赫爾布倫巴赫河

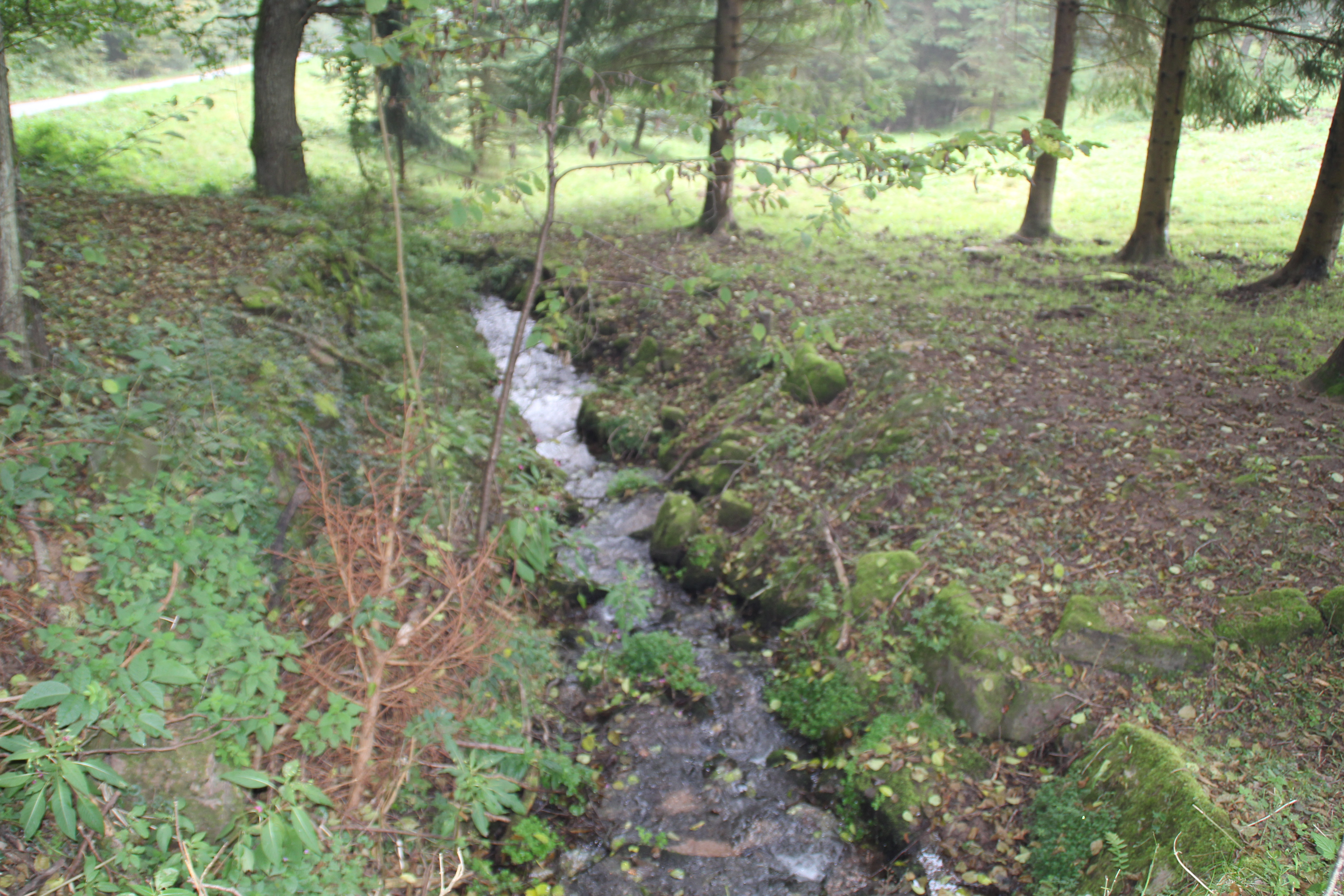

49°55′49.95″N 9°33′43.33″E / 49.9305417°N 9.5620361°E
新赫爾布倫巴赫河（德語：Neuhöllbrunnbach），是德國的河流，位於該國東南部，由巴伐利亞負責管轄，屬於錫爾伯洛赫巴赫河的右支流，河道全長2.5公里，流域面積4.1平方公里。